# Leo Smit
Leo Smit Stichting (Ámsterdam, 14 de mayo de 1900 - Campo de exterminio de Sobibor, Polonia, 30 de abril de 1943) fue un compositor y pianista clásico neerlandés. 

## Vida
Inició sus estudios musicales muy joven y realizó su primera composición a los 17 años. 
Falleció durante la Segunda Guerra Mundial, tras ser asesinado por los nazis por su condición de judío. 

## Obra
Su obra de estilo neoclásico está influenciada por la de Claude Debussy, Ravel y Albert Roussel, así como por el jazz. Compuso principalmente obras para orquesta y música de cámara.

### Lista de obras
- Silhouetten para orquesta (1925)
- Quinteto para flauta, viola, violonchelo y arpa (1928).
- Schemselnihar, ballet para orquesta (1929).
- Sinfonía en do mayor para orquesta (1934-1936).
- Concierto para piano e instrumentos de viento (1937).
- Trío para clarinete, viola y piano (1938).
- Concierto para viola e instrumentos de cuerda (1940).
- Divertimento para piano a 4 manos (1940).
- Sonata para flauta y piano (1943).